# 仰德集團
仰德集團為台灣一家民營企業集團，由人稱「新竹皇帝」的許金德於1950年代創辦，目前掌門人為第三代許育瑞。

## 歷史沿革
仰德集團約成立於1956年，為臺灣老字號企業集團。創辦人許金德為台灣二戰後第一代企業家，與味全黃烈火、和信辜振甫、台南幫吳尊賢、新光吳火獅等人齊名。旗下事業除上市公司士林電機、國賓大飯店之外，還包括新竹物流、新豐高爾夫球場等。許金德逝世後，由長女許淑貞接棒。許淑貞逝世後，由長子許育瑞接掌。
許育瑞長子許家堯2022年1月出任士林電機、國賓大飯店兩家上市公司董事，啟動第四代接班。

## 旗下企業

### 上市公司
- 士林電機（臺證所：1503，簡稱：士電）：成立於1955年，仰德集團旗艦企業，以重電、機電、自動化、數位影像產品為主要業務。
- 國賓大飯店（臺證所：2704，簡稱：國賓）：成立於1962年，臺灣第一家本土經營的五星級飯店。旗下餐飲品牌有A Cut牛排館、國賓中餐廳等。

### 其他
- 新竹物流：成立於1938年，前身為新竹州自動車運輸株式會社，提供物流、商流、金流、資訊流整合之綜合服務。
- 仰德高中：成立於1971年，位於新竹縣新豐鄉的私立綜合型高級中等學校。
- 新豐高爾夫球場：成立於1967年，位於新竹縣新豐鄉上坑村。